# Диана Анкудинова
Диана Дмитријевна Анкудинова (право име − Диана Џејхуновна Анкудинова; рођена 31. маја 2003, Усуријск , Приморски крај, Русија) је руска певачица и кантауторка.
Почетак њене каријере био је повезан са победом у две узастопне сезоне емисије „Супер си!“, емисија такмичења талената на руској телевизији НТВ за децу која су значајан део детињства провела без родитељског старања.
Наступи Дијане Анкудинове објављени су на сајту НТВ-а и на Јутјуб каналу телевизијске компаније, где су убрзо стекли стотине милиона прегледа широм света. Дијана Анкудинова пева углавном на руском, енглеском и француском језику. Такође је певала на другим језицима, укључујући шпански, немачки и арапски.

## Биографија
Дианина мајка Олга Анкудинова радила је као конобарица у Усуријску од 2018. године, док је отац Азербејџанац Џејхун Анкудинов, био у затвору од 2018. године. По речима Диане Анкудинове, њена рођена мајка је много пила и тукла је. У једном од случајева када је Олга оставила ћерку на аутобуској станици, а њена рођена тетка Светлана написала је изјаву тужилаштву, у којој је Диану идентификовала у дому за бебе у Усуријску, где је била до своје 4. године. Године 2008. Ирина Поник, која је радила као масерка у санаторијуму у који је Диана, заједно са осталим ђацима сиротишта, послата на рехабилитацију, на захтев њене најстарије ћерке Анастасије, одлучила је да преузме старатељство над девојчицом. након чега се породица преселила у Арсењев, Приморски крај. Због чињенице да је Диана муцала, препоручено јој је да се бави певањем. У Арсењеву је ушла у вокалну и кореографску школу „Елеганс”, као и у музичку школу за клавир. Наступала је у ансамблу „Бисери“ и дуету „Малинки“.
Од 2014. године ишла је у Екемпларни вокални студио Мелодија при Дечјем дому културе за васпитача Светлана Вовк.  Завршила је музичку школу Тољати у граду Тољати, класа клавира.
Од 2018. године студира у школи у Москви.

## Музичка каријера
Са четири и по године Дајанин говор је био изузетно лош, са муцањем и другим проблемима. Логопеди су јој препоручили да држи часове певања како би побољшала опште говорне и вокалне вештине. Брзо је открила да воли да пева. Диана има необичан и веома леп глас, као и савршен слух за музику, први је рекао шеф дувачког оркестра града Арсењева Александар Варнамов. Прорекао је велику будућност Дајани као певачици.
Диана је веома млада почела да учествује на многим вокалним такмичењима. Такође је почела да пева на јавним догађајима у свакој прилици која јој се пружила.
Након пресељења у Тољати, Дајана је наставила да пева у јавности у свакој прилици и наставила да учествује на многим вокалним такмичењима. Почела је да учи вокал у кругу "Мелоди" Дома културе Тољати, где је држала часове вокала од Светлане Вовк.
Дијана је извела једну од главних улога у мјузиклу „Теремок” са Руским оркестром Тољатијске филхармоније у новембру 2014. године.
У позоришном и музичком студију ДКИТ, под управом Дмитрија Марфина, играла је у мјузиклу "У посети бајци", а такође је играла улогу Беки Тачер у џез мјузиклу "Том Сојер и његови пријатељи".
Извела је улогу мачке Муренке у опери Сребрно копито у Филхармонији Тољати, у мјузиклу Вовка у краљевству џеза и у мјузиклу Нове авантуре електронике.

### Награде и дипломе
- 2010. - Добитник дипломе-соло 15. регионалног вокалног такмичења „Гласови Приморја“ и лауреат 1. степена у оквиру вокалног дуета „Малинки“ [19] ;

- 2011. - У граду Харбин у Кини учествовала је у саставу дуета „Малинки“ на Другом међународном фестивалу-такмичењу младих извођача „Планета детињства“, освојивши златну медаљу у номинацији „Поп вокал“;

- 2012. – Учествовала је на другом Суперфиналу међународног пројекта „Салут талената“ у Москви и постао победник Суперфинала;

- 2013. - Постала је обитник Гран прија регионалног такмичења дечјег и омладинског стваралаштва „Добро срце“ на фестивалу „Берегиња“ у номинацији „Солисти – поп вокал“;

- 2014. - Постала је Сребрни глас Сверуског такмичења-фестивала "Таленти Волшке територије";

- 2017 – Добија диплому лауреата 1. степена, полуфиналисте Међународног такмичења за дечије и омладинско стваралаштво „Арт-Призе“ уз подршку Савета Федерације Федералне скупштине Руске Федерације, Управе председника Руске Федерације. Руска Федерација Руске Федерације, Министарство образовања Руске Федерације и Влада Москве, града Москве.

- 2017 – Освојила је златну медаљу КСВИ Сверуских омладинских Делфијских игара у категорији „Естрадно певање“ – заузевши прво место међу 39 учесника. [23]

### 2017:Глас: деца Русије
Крајем 2016, Диана Анкудинова је прошла не-телевизијске предаудиције за Глас деце. 
Нико од судија није изабрао Дијану, па је искључена из такмичења.
Као резултат њеног телевизијског наступа у руској емисији „Глас деце” Дајана је постала толико популарна у јавности да је постала прва чланица пројекта „Глас” која је достигла преко милион прегледа на Јутјубу након неуспешног покушаја да прође прве слепе аудиције на телевизији у емисији. 

### 2018–2019: „Супер си!"
"Супер си! „- такмичење у шоу талената на руском каналу НТВ. Намењен је деци из угрожених породица која су значајан део детињства провела без родитељског старања.  
Дијана Анкудинова победила је у сезони 2018. "Супер си!", освојивши 49 одсто гласова публике. Сезона емисије 2019. названа је "супер сезона" и требало је да се састоји првенствено од победника и финалиста из претходних сезона. Као победница 2018. године, Диана Анкудинова је поново позвана и она је такође победила у тој „супер сезони“ 2019. године.
Одмах након објаве Дајанине победе у сезони 2018, „Супер си!“ један од чланова жирија, Игор Крутој, обећао је да ће Дајани обезбедити стан у Москви како би могла да настави своје музичко образовање у Москви. Кључеви новог стана Дијани су уручени 20. августа 2018. године, где наставља да живи.  

#### Наступи у програму „Супер си!"
Сезона 2018. године
| Песма                          | Језик     |
| ------------------------------ | --------- |
| Dernière Danse                 | француски |
| It's a Man's Man's Man's World | енглески  |
| Реченька                       | руски     |
| Tomorrow is a Lie              | енглески  |

Сезона 2019. године
| Песма       | Језик    |
| ----------- | -------- |
| Вьюга       | руски    |
| Wicked Game | енглески |
| Human       | енглески |

### После "Супер си!"
Пре и после победе у сезони 2018. године „Супер си! њена биолошка мајка и још неки биолошки рођаци писали су Дајани на друштвеним мрежама. Дајана није имала жељу да се дружи ни са ким од њих, јер је већ имала хранитељску породицу која ју је срећно одгајала.  
Одржала је низ солистичких концерата у Русији, а такође је наступала у неколико суседних земаља као што су Естонија, Казахстан и Таџикистан.
Дана 23. јануара 2020. године у Москви је у бард клубу „Гнездо дивљег“ одржана презентација првог сингл ЕП-а Диане Анкудинове. Укључује песме „С твојим гласом”, „У твом граду”, „Како си тамо” и „По таласима судбине”.  
10. септембра 2020. објављен је званични спот за песму „У небо“. 
У септембру 2020. примљена је за студента Руског института за позоришну уметност (ГИТИС).   
У Москви је 12. октобра 2020. умрла Дианина вокална учитељица Олга Донскаја.  Крајем 2020. Дајанин усвојитељ је умро.

### 2021:Шоу маст го он
Диана Анкудинова почела је да учествује у емисији Шоу маст го он на НТВ каналу током његовог првог недељног издања 25. септембра 2021.  Било је то недељно телевизијско вокално такмичење од девет епизода међу девет професионалаца, а финале је било заказано за 20. новембар 2021. Ова финална емисија завршена је тако што је Диана Анкудинова проглашена за свеукупну победницу у низу од девет програма. 

#### Наступи у Шоу маст го он-у
| Песма                      | Језик    |
| -------------------------- | -------- |
| Can’t Help Falling in Love | енглески |
| Мама, я танцую             | руски    |
| Ой, то не вечер            | руски    |
| Twist in My Sobriety       | енглески |
| Путь                       | руски    |
| Помоги мне                 | руски    |
| Ворона                     | руски    |
| Маленький принц            | руски    |
| Personal Jesus             | енглески |

## Вокални распон и стил
Када је Анкудинова први пут привукла пажњу 2017. године, њен распон је измерен од Д 3 до А 5. Од септембра 2021, њен функционални опсег је био Ц 3 до Б 5 .   Заједно са њеном теситуром, идентификује њен потенцијални тип гласа као драматични контралто, најдубљи, најмрачнији и најмоћнији контралто.